# Lago Quensel
O lago Quensel é um lago de água doce localizado no condado de York, província de New Brunswick, no Canadá.

## Descrição
Este lago encontra-se nas coordenadas geográficas 47°45'N 76°26'W.